# Leucoseris californicus
Leucoseris californicus là một loài thực vật có hoa trong họ Cúc. Loài này được (DC.) Nutt. mô tả khoa học đầu tiên năm 1841.